# Teodahad
Teodahad (gotsko Þiudahaþus, latinsko Flavivs Theodahatvs Rex) je bil od leta 534 do 536 kralj ostrogotskega Italskega kraljestva, * okoli 480 Tauresium (sedaj Gradište, Makedonija), † 536.
Bil je sin Amalafride, sestre gotskega cesarja Teodorika Velikega. V Italijo je prišel verjetno skupaj s Teodorikom in je bil ob prihodu na prestol po takratnih kriterijih že precej v letih. Leta 534 je odstavil kraljico Amalasunto in jo dal zapreti na otok na jezeru Bolsena v Toskani, kjer so jo leta 535 umorili.
Amalasunta je v želji, da bi okrepila svojo zahtevo po vizigotskem prestolu, svojo hčerko Matasunto, ki je bil njen edini preživeli otrok,  poročila z Vitigezom. Vitigez je ukazal Teodahada ubiti, potem pa je sam zasedel vizigotski prestol.
Teodoahad je imel z neporočeno ženo Gudelivo najmanj dva otroka: Teodegiskla in Teodenanta.